# 소하 나들목
소하 나들목(Soha IC)은 경기도 광명시 소하1동에 설치된 평택파주고속도로 남광명 ~ 성채/소하 구간의 6번, 강남순환로의 나들목이자 평택파주고속도로 남광명 ~ 성채/소하 구간의 종점이며, 강남순환로의 기점이다. 성채 나들목, 소하 분기점과 결합되어 있으며 나들목 진출로를 따라 서부간선도로와 직결된다.
2016년 7월 3일 이 나들목과 안양천로 시흥대교 교차로를 잇는 연결도로와 강남순환로가 개통되면서 같이 개통되었다.

## 연혁
- 2011년 3월 21일 : 나들목 신설을 위해 광명시 도시계획시설 교통광장에 소하동 일원을 고시[1]
- 2014년 9월 3일 : 2016년 4월 28일까지 나들목 구조 변경을 위해 광명시 도시계획시설 교통광장 면적 변경[2]
- 2016년 7월 3일 : 강남순환로 개통에 따라 영업 개시

## 구조물 정보
성채 나들목, 소하 분기점과 결합된 구조이다.
- 위치 : 경기도 광명시 소하1동

## 접속하는 도로
- 서울특별시도 제94호선 (강남순환로)
- 국도 제1호선 (서부간선도로)

## 같이 보기
- 성채 나들목
- 소하 분기점